# Selección de fútbol de salón de Brasil
No debe confundirse con la Selección de fútbol sala de Brasil que compite en los torneos de la FIFA.
La Selección de fútbol de salón de Brasil es el equipo que representa a Brasil en las competiciones oficiales de fútbol de salón (microfutbol); su dirección está a cargo entre dos organizaciones, la Federación Nacional de Futsal de Brasil (FNFBR), entidad afiliada a la Asociación Mundial de Futsal (AMF) y a la Confederación Sudamericana de Futsal (CSFS). Y la Confederación de Fútbol de Salón de Brasil (CFSB), entidad afiliada actualmente a la Federación Internacional de Fútbol de Salón (FIFUSA).

## Estadísticas AMF

### Campeonato Mundial FIFUSA/AMF
Resultado general: 3°
| Año              | Ronda            | Posición     | PJ           | PG           | PE           | PP           | GF           | GC           | Dif          |
| ---------------- | ---------------- | ------------ | ------------ | ------------ | ------------ | ------------ | ------------ | ------------ | ------------ |
| Brasil 1982      | Final            | Campeón      | 6            | 6            | 0            | 0            | 33           | 3            | +30          |
| España 1985      | Final            | Campeón      | 6            | 6            | 0            | 0            | 48           | 3            | +45          |
| Australia 1988   | Final            | Subcampeón   | 8            | 7            | 0            | 1            | 75           | 8            | +67          |
| Italia 1991      | Semifinal        | 3.er Puesto  | 9            | 6            | 0            | 3            | 36           | 18           | +18          |
| Argentina 1994   | Semifinal        | 4.to Puesto  | 9            | 5            | 3            | 1            | 35           | 13           | +22          |
| México 1997      | Semifinal        | 3.er Puesto  | 8            | 6            | 1            | 1            | 27           | 14           | +13          |
| Bolivia 2000     | Cuartos de final | 6.to Puesto  | 6            | 3            | 1            | 2            | 51           | 15           | +36          |
| Paraguay 2003    | Cuartos de final | 7.mo Puesto  | 4            | 2            | 1            | 1            | 20           | 6            | +14          |
| Argentina 2007   | No participó     | No participó | No participó | No participó | No participó | No participó | No participó | No participó | No participó |
| Colombia 2011    | Fase de grupos   | 9.no puesto  | 3            | 1            | 1            | 1            | 13           | 13           | 0            |
| Bielorrusia 2015 | Fase de grupos   | 10.mo puesto | 3            | 1            | 0            | 2            | 7            | 5            | +2           |
| Argentina 2019   | Final            | Subcampeón   | 6            | 4            | 1            | 1            | 17           | 10           | +7           |
| México 2023      | Cuartos de final | 8.vo Puesto  | 5            | 2            | 0            | 3            | 11           | 28           | -17          |
| 2027             | Por definir      | Por definir  | Por definir  | Por definir  | Por definir  | Por definir  | Por definir  | Por definir  | Por definir  |

- Colombia y  Brasil expresaron su interés en organizar este mundial.

- La candidatura de  Brasil pierde fuerza debido a que ya la FNFBR (Federación Nacional de Futsal de Brasil) afiliada a la AMF realizará un mundial de categoría sub-13 en septiembre de 2025 y la CFSB (Confederación de Fútbol de Salón de Brasil) afiliada a la FIFUSA organizará en 2027 el mundial de categoría absoluta masculina.

### Juegos Mundiales
| Año       | Ronda     | Posición          | PJ | PG | PE | PP | GF | GC | Dif |
| --------- | --------- | ----------------- | -- | -- | -- | -- | -- | -- | --- |
| Cali 2013 | Semifinal | Medalla de Bronce | 5  | 3  | 1  | 1  | 17 | 11 | +6  |

## Categoría femenina AMF

### Mundial Femenino AMF
Resultado general: 8°
| Año           | Ronda          | Posición      | PJ            | PG            | PE            | PP            | GF            | GC            | Dif           |
| ------------- | -------------- | ------------- | ------------- | ------------- | ------------- | ------------- | ------------- | ------------- | ------------- |
| Cataluña 2008 | No participó*  | No participó* | No participó* | No participó* | No participó* | No participó* | No participó* | No participó* | No participó* |
| Colombia 2013 | Fase de grupos | 16.to puesto  | 3             | 0             | 0             | 3             | 6             | 13            | -7            |
| Cataluña 2017 | Final          | Campeón       | 5             | 5             | 0             | 0             | 45            | 5             | +40           |
| Colombia 2022 | No participó*  | No participó* | No participó* | No participó* | No participó* | No participó* | No participó* | No participó* | No participó* |
| 2026          | Por definirse  | Por definirse | Por definirse | Por definirse | Por definirse | Por definirse | Por definirse | Por definirse | Por definirse |

- En 2008 la selección de Brasil estaba clasificada al mundial pero por razones desconocidas no se presentó al certamen orbital.

- La Confederación de Fútbol de Salón de Brasil (CFSB) estaba desafiliada de la AMF y no había una organización deportiva que representara a Brasil en el torneo femenino. La AMF como medida consiguió que la Federación Nacional de Futsal de Brasil (FNFBR) sea la nueva representante de Brasil en los próximos torneos de la AMF en adelante.

- En el mes de noviembre de 2025 se dará a conocer la sede del mundial femenino de 2026 junto con la cantidad de equipos participantes.

## Categorías juveniles AMF

### Mundial Sub-20
Resultado general: 3°
| Año           | Ronda            | Posición      | PJ            | PG            | PE            | PP            | GF            | GC            | Dif           |
| ------------- | ---------------- | ------------- | ------------- | ------------- | ------------- | ------------- | ------------- | ------------- | ------------- |
| Chile 2014    | Cuartos de final | 6.to Puesto   | 4             | 2             | 0             | 2             | 11            | 20            | -9            |
| Colombia 2018 | Semifinal        | 3.er Puesto   | 6             | 5             | 0             | 1             | 34            | 13            | +21           |
| Cataluña 2024 | Semifinal        | 3.er Puesto   | 6             | 5             | 0             | 1             | 36            | 11            | +25           |
| 2028          | Por definirse    | Por definirse | Por definirse | Por definirse | Por definirse | Por definirse | Por definirse | Por definirse | Por definirse |

### Mundial Sub-17
Resultado general: 4°
| Año           | Ronda            | Posición      | PJ            | PG            | PE            | PP            | GF            | GC            | Dif           |
| ------------- | ---------------- | ------------- | ------------- | ------------- | ------------- | ------------- | ------------- | ------------- | ------------- |
| Paraguay 2016 | Cuartos de final | 8.vo puesto   | 4             | 1             | 1             | 2             | 10            | 13            | -3            |
| Paraguay 2024 | Cuartos de final | 5.to puesto   | 6             | 4             | 1             | 1             | 24            | 12            | +12           |
| 2028          | Por definirse    | Por definirse | Por definirse | Por definirse | Por definirse | Por definirse | Por definirse | Por definirse | Por definirse |

### Mundial Sub-15
Resultado general: 1°
| Año           | Ronda         | Posición      | PJ            | PG            | PE            | PP            | GF            | GC            | Dif           |
| ------------- | ------------- | ------------- | ------------- | ------------- | ------------- | ------------- | ------------- | ------------- | ------------- |
| Paraguay 2021 | Final         | Campeón       | 6             | 6             | 0             | 0             | 39            | 5             | +34           |
| 2025          | Por definirse | Por definirse | Por definirse | Por definirse | Por definirse | Por definirse | Por definirse | Por definirse | Por definirse |

- Ecuador
- México

- Estos equipos son candidatos para el mundial Sub-15.
- Hay una alta probabilidad de que el torneo se postergue para el 2026 por temas de calendario debido al mundial de clubes de futsal en Colombia que se jugará en mayo y el mundial de futsal Sub-15 que se disputará en septiembre.

### Mundial Sub-13
Resultado general: 2°
| Año           | Ronda       | Posición    | PJ          | PG          | PE          | PP          | GF          | GC          | Dif         |
| ------------- | ----------- | ----------- | ----------- | ----------- | ----------- | ----------- | ----------- | ----------- | ----------- |
| Cataluña 2019 | Final       | Subcampeón  | 6           | 5           | 0           | 1           | 60          | 18          | +42         |
| Brasil 2025   | Clasificado | Clasificado | Clasificado | Clasificado | Clasificado | Clasificado | Clasificado | Clasificado | Clasificado |

## Estadísticas FIFUSA
Nota : Se toman en cuenta estas estadísticas de FIFUSA aparte; separadas y desligadas de su antecesora.

### Mundial futsal FIFUSA
Resultado General: 2°
| Año           | Ronda       | Posición    | PJ          | PG          | PE          | PP          | GF          | GC          | Dif         |
| ------------- | ----------- | ----------- | ----------- | ----------- | ----------- | ----------- | ----------- | ----------- | ----------- |
| Colombia 2024 | Final       | Subcampeón  | 8           | 7           | 0           | 1           | 53          | 9           | +44         |
| Brasil 2027   | Clasificado | Clasificado | Clasificado | Clasificado | Clasificado | Clasificado | Clasificado | Clasificado | Clasificado |

- Brasil fue escogida como sede del mundial por la FIFUSA ya que tienen planes de organizar tres torneos de gran categoría en Brasil: El Mundial Masculino y una Copa América a nivel de selecciones junto a una Copa Intercontinental de Clubes.

### Mundial Femenino FIFUSA
Resultado General: 1°
| Año            | Ronda         | Posición      | PJ            | PG            | PE            | PP            | GF            | GC            | Dif           |
| -------------- | ------------- | ------------- | ------------- | ------------- | ------------- | ------------- | ------------- | ------------- | ------------- |
| Argentina 2023 | Final         | Campeón       | 6             | 6             | 0             | 0             | 34            | 6             | +28           |
| México 2026    | Por definirse | Por definirse | Por definirse | Por definirse | Por definirse | Por definirse | Por definirse | Por definirse | Por definirse |

### Selecciones juveniles FIFUSA

#### Mundial Sub-20 FIFUSA
Resultado General: 2°
| Año            | Ronda         | Posición      | PJ            | PG            | PE            | PP            | GF            | GC            | Dif           |
| -------------- | ------------- | ------------- | ------------- | ------------- | ------------- | ------------- | ------------- | ------------- | ------------- |
| Argentina 2024 | Final         | Subcampeón    | 6             | 3             | 1             | 2             | 16            | 15            | +1            |
| 2028           | Por definirse | Por definirse | Por definirse | Por definirse | Por definirse | Por definirse | Por definirse | Por definirse | Por definirse |

#### Mundial Sub-18 FIFUSA
Resultado general: ?°
| Año          | Ronda       | Posición    | PJ          | PG          | PE          | PP          | GF          | GC          | Dif         |
| ------------ | ----------- | ----------- | ----------- | ----------- | ----------- | ----------- | ----------- | ----------- | ----------- |
| Ecuador 2025 | Clasificado | Clasificado | Clasificado | Clasificado | Clasificado | Clasificado | Clasificado | Clasificado | Clasificado |

## Palmarés

### Varones

#### Absoluta AMF
| Competición            |                                                           |                |                |                |
| ---------------------- | --------------------------------------------------------- | -------------- | -------------- | -------------- |
| Campeonato Mundial     | 2 (1982, 1985)                                            | 2 (1988, 2019) | 2 (1991, 1997) | 1 (1994)       |
| Sudamericano de Futsal | 9 (1969, 1971, 1973, 1975, 1977, 1979, 1983, 1986 y 1989) | 1 (1965)       |                |                |
| Panamericano de Futsal | 2 (1980, 1984)                                            |                |                | 2 (1993, 1996) |
| Juegos Mundiales       |                                                           |                | 1 (2013)       |                |

#### Juvenil AMF
| Competición          |                      |          |                |  |
| -------------------- | -------------------- | -------- | -------------- |  |
| Mundial Sub-20       |                      |          | 2 (2018, 2024) |  |
| Mundial Sub-17       |                      |          |                |  |
| Mundial Sub-15       | 1 (2021)             |          |                |  |
| Mundial Sub-13       |                      | 1 (2019) |                |  |
| Sudamericano Juvenil | 3 (1986, 1989, 2018) | 1 (1971) |                |  |

#### Absoluta FIFUSA
| Competición       |  |          |  |  |
| ----------------- |  | -------- |  |  |
| Mundial Masculino |  | 1 (2024) |  |  |

### Mujeres

#### Absoluta AMF
| Competición           |          |  |          |  |
| --------------------- | -------- |  | -------- |  |
| Mundial Femenino      | 1 (2017) |  |          |  |
| Sudamericano Femenino |          |  | 1 (2017) |  |

#### Absoluta FIFUSA
| Competición      |          |  |  |  |
| ---------------- | -------- |  |  |  |
| Mundial Femenino | 1 (2023) |  |  |  |

### Juveniles FIFUSA

#### Sub-20 FIFUSA
| Competición    |  |          |  |  |
| -------------- |  | -------- |  |  |
| Mundial Sub-20 |  | 1 (2024) |  |  |